# Zzxjoanw
Zzxjoanw er et berømt fiktivt ord, som har narret logologer i mange år. Det blev indført af Rubert Hughes i hans bog The Musical Guide fra 1903. I bogen indeholdte en 252 sider lang ordbog, som forklarer udtale og definition af musiske udtryk og instrumenter. Det sidste ord i ordbogen var zzxjoanw, et falskt opslag, hvis definition var: 
| Citat | zzxjoanw Maori. 1. Tromme. 2. Fløjte. 3. Afslutning. | Citat |
|       |                                                      |       |